# Vòng loại Bóng rổ tại Thế vận hội Mùa hè 2024 – Giải đấu Nam
Giải đấu vòng loại môn bóng rổ nam tại Thế vận hội Mùa hè 2024 là giải đấu bóng rổ có sự góp mặt của 24 đội tuyển, nhằm chọn ra đội tuyển xuất sắc nhất tại mỗi địa điểm thi đấu để giành quyền tham dự Thế vận hội Mùa hè 2024 được tổ chức tại Pháp. Vòng loại được tổ chức từ ngày 2 đến 7 tháng 7 năm 2024 tại Hy Lạp, Latvia, Puerto Rico và Tây Ban Nha.

## Các đội tuyển
Vòng loại quy tụ 16 đội tuyển tham dự Giải vô địch bóng rổ thế giới 2023 cùng ba đội tuyển có thành tích tốt nhất của các liên đoàn châu lục tham dự giải đấu này.
5 suất còn lại được xác định sau khi vòng sơ loại diễn ra tại các khu vực châu lục kết thúc.
| Giải đấu vòng loại                                       | Số suất tham dự                    | Các đội tuyển tham dự              |
| Giải vô địch bóng rổ thế giới 2023                       | Giải vô địch bóng rổ thế giới 2023 | Giải vô địch bóng rổ thế giới 2023 |
| -------------------------------------------------------- | ---------------------------------- | ---------------------------------- |
| Đội tuyển có thành tích tốt nhất – Châu Phi              | 1                                  | Ai Cập                             |
| Đội tuyển có thành tích tốt nhất – Châu Mỹ               | 1                                  | Puerto Rico                        |
| Đội tuyển có thành tích tốt nhất – Châu Á/Châu Đại Dương | 1                                  | New Zealand                        |
| Top 16 đội tuyển tham dự có thành tích tốt nhất          | 16                                 | Latvia                             |
| Top 16 đội tuyển tham dự có thành tích tốt nhất          | 16                                 | Litva                              |
| Top 16 đội tuyển tham dự có thành tích tốt nhất          | 16                                 | Slovenia                           |
| Top 16 đội tuyển tham dự có thành tích tốt nhất          | 16                                 | Ý                                  |
| Top 16 đội tuyển tham dự có thành tích tốt nhất          | 16                                 | Tây Ban Nha                        |
| Top 16 đội tuyển tham dự có thành tích tốt nhất          | 16                                 | Montenegro                         |
| Top 16 đội tuyển tham dự có thành tích tốt nhất          | 16                                 | Brasil                             |
| Top 16 đội tuyển tham dự có thành tích tốt nhất          | 16                                 | Cộng hòa Dominica                  |
| Top 16 đội tuyển tham dự có thành tích tốt nhất          | 16                                 | Hy Lạp                             |
| Top 16 đội tuyển tham dự có thành tích tốt nhất          | 16                                 | Gruzia                             |
| Top 16 đội tuyển tham dự có thành tích tốt nhất          | 16                                 | Phần Lan                           |
| Top 16 đội tuyển tham dự có thành tích tốt nhất          | 16                                 | Liban                              |
| Top 16 đội tuyển tham dự có thành tích tốt nhất          | 16                                 | Philippines                        |
| Top 16 đội tuyển tham dự có thành tích tốt nhất          | 16                                 | México                             |
| Top 16 đội tuyển tham dự có thành tích tốt nhất          | 16                                 | Angola                             |
| Top 16 đội tuyển tham dự có thành tích tốt nhất          | 16                                 | Bờ Biển Ngà                        |
| Vòng sơ loại môn bóng rổ nam tại Thế vận hội Mùa hè 2024 |                                    |                                    |
| Vô địch vòng sơ loại khu vực châu Phi                    | 1                                  | Cameroon                           |
| Vô địch vòng sơ loại khu vực châu Mỹ                     | 1                                  | Bahamas                            |
| Vô địch vòng sơ loại khu vực châu Á                      | 1                                  | Bahrain                            |
| Vô địch vòng sơ loại 1 khu vực châu Âu                   | 1                                  | Ba Lan                             |
| Vô địch vòng sơ loại 2 khu vực châu Âu                   | 1                                  | Croatia                            |
| Tổng số đội tham dự                                      | 24                                 |                                    |

## Bốc thăm chia bảng
Buổi lễ bốc thăm chia bảng vòng loại được tổ chức vào ngày 27 tháng 11 năm 2023 tại Mies, Thụy Sĩ vào lúc 19:00 theo giờ chuẩn Trung Âu.

### Các nhóm hạt giống
Bảng xếp hạng được FIBA công bố vào ngày 15 tháng 9 năm 2023 là cơ sở để xác định các nhóm hạt giống trong buổi lễ bốc thăm.
Có bốn giải đấu vòng loại, mỗi vòng loại có 2 bảng đấu, mỗi bảng 3 đội. Các đội ở các nhóm 1, 4, 5 sẽ rơi vào bảng A, trong khi các đội ở các nhóm 2, 3, 6 sẽ rơi vào bảng B.
Mỗi bảng đấu có ít nhất 2 đội đến từ châu Âu và 1 đội đến từ châu Mỹ. Mỗi giải đấu vòng loại chỉ có 3 đội đến từ châu Âu, 1 đội đến từ châu Á/châu Đại Dương và 1 đội đến từ châu Phi tham dự.
| Nhóm 1                                                    | Nhóm 2                                           | Nhóm 3                                                                      | Nhóm 4                                                    | Nhóm 5                                                           | Nhóm 6                                                    |
| --------------------------------------------------------- | ------------------------------------------------ | --------------------------------------------------------------------------- | --------------------------------------------------------- | ---------------------------------------------------------------- | --------------------------------------------------------- |
| Tây Ban Nha (2) · Latvia (8) · Litva (10) · Slovenia (11) | Brasil (12) · Ý (13) · Hy Lạp (14) · Ba Lan (15) | Puerto Rico (16) · Montenegro (17) · Cộng hòa Dominica (18) · Phần Lan (20) | New Zealand (21) · Gruzia (23) · México (25) · Liban (28) | Croatia (30) · Bờ Biển Ngà (33) · Angola (34) · Philippines (38) | Ai Cập (41) · Bahamas (57) · Cameroon (67) · Bahrain (69) |

## Các giải đấu vòng loại

### Giải đấu 1
Giải đấu được tổ chức tại Valencia, Tây Ban Nha.

#### Giai đoạn vòng bảng

##### Bảng A
| VT | Đội             | ST | T | B | ĐT  | ĐB  | HS  | Đ | Giành quyền tham dự |
| -- | --------------- | -- | - | - | --- | --- | --- | - | ------------------- |
| 1  | Tây Ban Nha (H) | 2  | 2 | 0 | 193 | 140 | +53 | 4 | Bán kết             |
| 2  | Liban           | 2  | 1 | 1 | 133 | 174 | −41 | 3 | Bán kết             |
| 3  | Angola          | 2  | 0 | 2 | 151 | 163 | −12 | 2 |                     |

##### Bảng B
| VT | Đội      | ST | T | B | ĐT  | ĐB  | HS  | Đ | Giành quyền tham dự |
| -- | -------- | -- | - | - | --- | --- | --- | - | ------------------- |
| 1  | Bahamas  | 2  | 2 | 0 | 186 | 166 | +20 | 4 | Bán kết             |
| 2  | Phần Lan | 2  | 1 | 1 | 174 | 184 | −10 | 3 | Bán kết             |
| 3  | Ba Lan   | 2  | 0 | 2 | 169 | 179 | −10 | 2 |                     |

#### Vòng cuối cùng
|  | Bán kết     | Bán kết |             |    | Chung kết | Chung kết |
|  |             |         |             |    |           |           |
|  | 6 tháng 7   |         |             |    |           |           |
|  |             |         |             |    |           |           |
|  | Phần Lan    | 74      |             |    |           |           |
|  | Phần Lan    | 74      | 7 tháng 7   |    |           |           |
|  | Tây Ban Nha | 81      |             |    |           |           |
|  | Tây Ban Nha | 81      | Tây Ban Nha | 86 |           |           |
|  | 6 tháng 7   |         | Tây Ban Nha | 86 |           |           |
|  |             | Bahamas | 78          |    |           |           |
|  | Bahamas     | Bahamas | 78          | 89 |           |           |
|  | Bahamas     |         |             | 89 |           |           |
|  | Liban       | 72      |             |    |           |           |
|  | Liban       | 72      |             |    |           |           |

#### Bảng xếp hạng chung cuộc
| VT | Đội         | ST | T | B | Giành quyền tham dự                         |
| -- | ----------- | -- | - | - | ------------------------------------------- |
| 1  | Tây Ban Nha | 4  | 4 | 0 | Giành quyền tham dự Thế vận hội Mùa hè 2024 |
| 2  | Bahamas     | 4  | 3 | 1 |                                             |
| 3  | Phần Lan    | 3  | 1 | 2 |                                             |
| 4  | Liban       | 3  | 1 | 2 |                                             |
| 5  | Ba Lan      | 2  | 0 | 2 |                                             |
| 6  | Angola      | 2  | 0 | 2 |                                             |

### Giải đấu 2
Giải đấu được tổ chức tại Riga, Latvia.

#### Giai đoạn vòng bảng

##### Bảng A
| VT | Đội         | ST | T | B | ĐT  | ĐB  | HS  | Đ | Giành quyền tham dự |
| -- | ----------- | -- | - | - | --- | --- | --- | - | ------------------- |
| 1  | Latvia (H)  | 2  | 1 | 1 | 163 | 144 | +19 | 3 | Bán kết             |
| 2  | Philippines | 2  | 1 | 1 | 183 | 176 | +7  | 3 | Bán kết             |
| 3  | Gruzia      | 2  | 1 | 1 | 151 | 177 | −26 | 3 |                     |

##### Bảng B
| VT | Đội        | ST | T | B | ĐT  | ĐB  | HS | Đ | Giành quyền tham dự |
| -- | ---------- | -- | - | - | --- | --- | -- | - | ------------------- |
| 1  | Brasil     | 2  | 1 | 1 | 155 | 149 | +6 | 3 | Bán kết             |
| 2  | Cameroon   | 2  | 1 | 1 | 143 | 144 | −1 | 3 | Bán kết             |
| 3  | Montenegro | 2  | 1 | 1 | 142 | 147 | −5 | 3 |                     |

#### Vòng cuối cùng
|  | Bán kết     | Bán kết |           |    | Chung kết | Chung kết |
|  |             |         |           |    |           |           |
|  | 6 tháng 7   |         |           |    |           |           |
|  |             |         |           |    |           |           |
|  | Cameroon    | 59      |           |    |           |           |
|  | Cameroon    | 59      | 7 tháng 7 |    |           |           |
|  | Latvia      | 72      |           |    |           |           |
|  | Latvia      | 72      | Latvia    | 69 |           |           |
|  | 6 tháng 7   |         | Latvia    | 69 |           |           |
|  |             | Brasil  | 94        |    |           |           |
|  | Brasil      | Brasil  | 94        | 71 |           |           |
|  | Brasil      |         |           | 71 |           |           |
|  | Philippines | 60      |           |    |           |           |
|  | Philippines | 60      |           |    |           |           |

#### Bảng xếp hạng chung cuộc
| VT | Đội         | ST | T | B | Giành quyền tham dự                         |
| -- | ----------- | -- | - | - | ------------------------------------------- |
| 1  | Brasil      | 4  | 3 | 1 | Giành quyền tham dự Thế vận hội Mùa hè 2024 |
| 2  | Latvia      | 4  | 2 | 2 |                                             |
| 3  | Philippines | 3  | 1 | 2 |                                             |
| 4  | Cameroon    | 3  | 1 | 2 |                                             |
| 5  | Montenegro  | 2  | 1 | 1 |                                             |
| 6  | Gruzia      | 2  | 1 | 1 |                                             |

### Giải đấu 3
Giải đấu được tổ chức tại Piraeus, Hy Lạp.

#### Giai đoạn vòng bảng

##### Bảng A
| VT | Đội         | ST | T | B | ĐT  | ĐB  | HS  | Đ | Giành quyền tham dự |
| -- | ----------- | -- | - | - | --- | --- | --- | - | ------------------- |
| 1  | Croatia     | 2  | 1 | 1 | 194 | 182 | +12 | 3 | Bán kết             |
| 2  | Slovenia    | 2  | 1 | 1 | 196 | 186 | +10 | 3 | Bán kết             |
| 3  | New Zealand | 2  | 1 | 1 | 168 | 190 | −22 | 3 |                     |

##### Bảng B
| VT | Đội               | ST | T | B | ĐT  | ĐB  | HS  | Đ | Giành quyền tham dự |
| -- | ----------------- | -- | - | - | --- | --- | --- | - | ------------------- |
| 1  | Hy Lạp (H)        | 2  | 2 | 0 | 202 | 153 | +49 | 4 | Bán kết             |
| 2  | Cộng hòa Dominica | 2  | 1 | 1 | 172 | 186 | −14 | 3 | Bán kết             |
| 3  | Ai Cập            | 2  | 0 | 2 | 148 | 183 | −35 | 2 |                     |

#### Vòng cuối cùng
|  | Bán kết           | Bán kết |           |    | Chung kết | Chung kết |
|  |                   |         |           |    |           |           |
|  | 6 tháng 7         |         |           |    |           |           |
|  |                   |         |           |    |           |           |
|  | Cộng hòa Dominica | 77      |           |    |           |           |
|  | Cộng hòa Dominica | 77      | 7 tháng 7 |    |           |           |
|  | Croatia           | 80      |           |    |           |           |
|  | Croatia           | 80      | Croatia   | 69 |           |           |
|  | 6 tháng 7         |         | Croatia   | 69 |           |           |
|  |                   | Hy Lạp  | 80        |    |           |           |
|  | Hy Lạp            | Hy Lạp  | 80        | 96 |           |           |
|  | Hy Lạp            |         |           | 96 |           |           |
|  | Slovenia          | 68      |           |    |           |           |
|  | Slovenia          | 68      |           |    |           |           |

#### Bảng xếp hạng chung cuộc
| VT | Đội         | ST | T | B | Giành quyền tham dự                         |
| -- | ----------- | -- | - | - | ------------------------------------------- |
| 1  | Tây Ban Nha | 4  | 4 | 0 | Giành quyền tham dự Thế vận hội Mùa hè 2024 |
| 2  | Bahamas     | 4  | 3 | 1 |                                             |
| 3  | Phần Lan    | 3  | 1 | 2 |                                             |
| 4  | Liban       | 3  | 1 | 2 |                                             |
| 5  | Ba Lan      | 2  | 0 | 2 |                                             |
| 6  | Angola      | 2  | 0 | 2 |                                             |

### Giải đấu 4
Giải đấu được tổ chức tại San Juan, Puerto Rico.

#### Giai đoạn vòng bảng

##### Bảng A
| VT | Đội         | ST | T | B | ĐT  | ĐB  | HS  | Đ | Giành quyền tham dự |
| -- | ----------- | -- | - | - | --- | --- | --- | - | ------------------- |
| 1  | Litva       | 2  | 2 | 0 | 193 | 177 | +16 | 4 | Bán kết             |
| 2  | México      | 2  | 1 | 1 | 176 | 177 | −1  | 3 | Bán kết             |
| 3  | Bờ Biển Ngà | 2  | 0 | 2 | 174 | 189 | −15 | 2 |                     |

##### Bảng B
| VT | Đội         | ST | T | B | ĐT  | ĐB  | HS   | Đ | Giành quyền tham dự |
| -- | ----------- | -- | - | - | --- | --- | ---- | - | ------------------- |
| 1  | Puerto Rico | 2  | 2 | 0 | 179 | 125 | +54  | 4 | Bán kết             |
| 2  | Ý           | 2  | 1 | 1 | 183 | 133 | +50  | 3 | Bán kết             |
| 3  | Bahrain     | 2  | 0 | 2 | 109 | 213 | −104 | 2 |                     |

#### Vòng cuối cùng
|  | Bán kết     | Bán kết     |           |    | Chung kết | Chung kết |
|  |             |             |           |    |           |           |
|  | 6 tháng 7   |             |           |    |           |           |
|  |             |             |           |    |           |           |
|  | Ý           | 64          |           |    |           |           |
|  | Ý           | 64          | 7 tháng 7 |    |           |           |
|  | Litva       | 88          |           |    |           |           |
|  | Litva       | 88          | Litva     | 68 |           |           |
|  | 6 tháng 7   |             | Litva     | 68 |           |           |
|  |             | Puerto Rico | 79        |    |           |           |
|  | Puerto Rico | Puerto Rico | 79        | 98 |           |           |
|  | Puerto Rico |             |           | 98 |           |           |
|  | México      | 78          |           |    |           |           |
|  | México      | 78          |           |    |           |           |

#### Bảng xếp hạng chung cuộc
| VT | Đội         | ST | T | B | Giành quyền tham dự                         |
| -- | ----------- | -- | - | - | ------------------------------------------- |
| 1  | Puerto Rico | 4  | 4 | 0 | Giành quyền tham dự Thế vận hội Mùa hè 2024 |
| 2  | Litva       | 4  | 3 | 1 |                                             |
| 3  | Ý           | 3  | 1 | 2 |                                             |
| 4  | México      | 3  | 1 | 2 |                                             |
| 5  | Bờ Biển Ngà | 2  | 0 | 2 |                                             |
| 6  | Bahrain     | 2  | 0 | 2 |                                             |